# 宁江清真寺
宁江清真寺，位于中国吉林省松原市宁江区，为一个省级文物保护单位，类型为古建筑，公布时间为2007年5月31日。该文物保护单位由宁江区文管所管理。
宁江清真寺的历史年代为清代。